# Bernd Lange

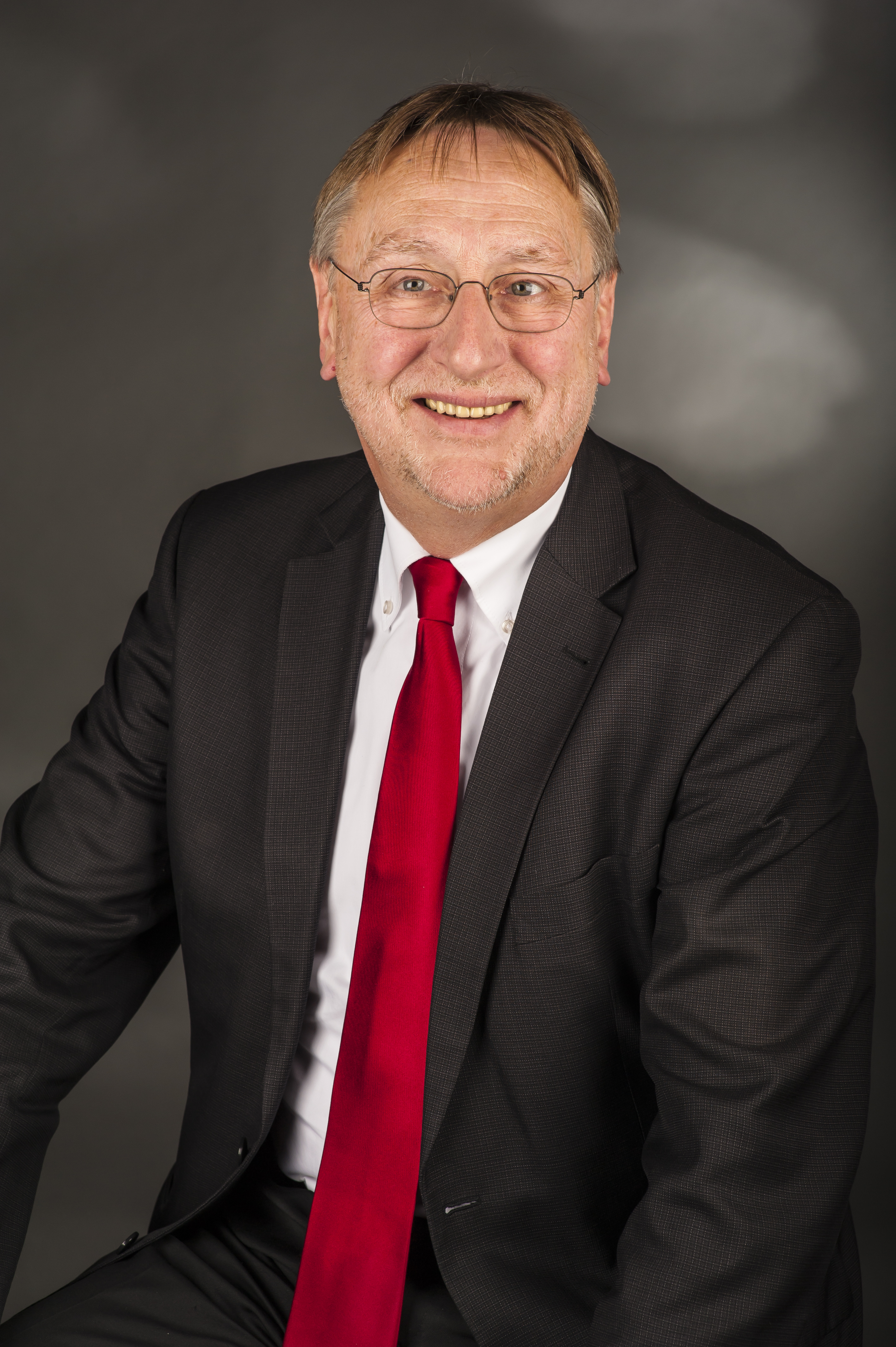
Bernd Lange (2014)

Bernd Lange este un om politic german, membru al Parlamentului European în perioada 1999-2004 din partea Germaniei.
1. 1 2 3 4  Deputații în Parlamentul European